# Championnat de France de rugby à XV de 2e division 1925-1926
Navigation
Honneur 1924-1925 Honneur 1926-1927
Le championnat de France de rugby à XV de 2e division 1925-1926 appelé Honneur est la deuxième édition et l'antichambre de la première division.

## Participants
| Club                                 | Classement 1924-1925 | En Honneur depuis | Classement en Comité régional 1925-1926 | Capitaine                                           | Stade                                   | Ville                              |
| ------------------------------------ | -------------------- | ----------------- | --------------------------------------- | --------------------------------------------------- | --------------------------------------- | ---------------------------------- |
| US Soustons                          | (Excellence)         | 1925              |                                         |                                                     |                                         | Soustons                           |
| US La Teste                          | (Excellence)         | 1925              |                                         | Maurice Larrieu                                     |                                         | La Teste                           |
| SO Avignon                           | (Excellence)         | 1925              |                                         | Courbon (capitaine) Philippe Struxiano (entraîneur) |                                         | Avignon                            |
| RC France                            | (Excellence)         | 1925              |                                         | Étienne Piquiral                                    |                                         | Paris                              |
| Stade bagnérais                      | (Excellence)         | 1925              |                                         | Burugari                                            |                                         | Bagnères-de-Bigorre                |
| SO Mazamet                           | (Excellence)         | 1925              |                                         |                                                     | Stade de la Chevalière                  | Mazamet                            |
| SU Agen                              | (Excellence)         | 1925              |                                         |                                                     | Stade Armandie                          | Agen                               |
| NAC Champ-sur-Drac                   | ?                    | 1925              |                                         |                                                     |                                         | Champ-sur-Drac                     |
| SU Cavaillon                         |                      | 1924              |                                         |                                                     | Parc des Sports                         | Cavaillon                          |
| Saint-Girons SC                      |                      | 1924              |                                         | Cahuc                                               |                                         | Saint-Girons                       |
| CS Oyonnax                           |                      | 1924              |                                         |                                                     |                                         | Oyonnax                            |
| Paris UC                             |                      | 1924              |                                         | Pauty                                               | Stade de la Porte-Dorée                 | Paris                              |
| Le Havre AC                          |                      | 1924              |                                         |                                                     | Stade Langstaff                         | Le Havre                           |
| Olympique de Marseille               |                      | 1924              |                                         |                                                     | Stade de l'Huveaune Stade Paul-Le Cesne | Marseille                          |
| Stade clermontois                    |                      | 1924              |                                         |                                                     |                                         | Clermont-Ferrand                   |
| SCUF                                 |                      | 1924              |                                         | Lafond                                              | Stade Buffalo                           | Montrouge                          |
| RC Compiègne                         |                      | 1924              |                                         |                                                     |                                         | Compiègne                          |
| Castres olympique                    |                      | 1924              |                                         |                                                     |                                         | Castres                            |
| SC Vierzon                           |                      | 1924              |                                         |                                                     |                                         | Vierzon                            |
| Stade nantais                        |                      | 1924              |                                         |                                                     |                                         | Nantes                             |
| SA Rochefort                         |                      | 1924              |                                         | Lardy                                               | Stade de la Tuc                         | Rochefort                          |
| Valence sportif                      |                      | 1924              |                                         | Clément                                             |                                         | Valence                            |
| US Romans-Péage                      |                      | 1924              |                                         | Marcel Guillermoz                                   |                                         | Romans-sur-Isère et Bourg-de-Péage |
| NAC Roanne                           | D3                   | 1925              |                                         | Etchegoin                                           |                                         | Roanne                             |
| FC Moulins                           | D3                   | 1925              |                                         |                                                     |                                         | Moulins                            |
| RC Chalon                            | D3                   | 1925              |                                         |                                                     | Stade Eugène-Lebeau                     | Chalon-sur-Saône                   |
| CO Le Creusot                        | D3                   | 1925              |                                         |                                                     |                                         | Le Creusot                         |
| AO Viviez                            | D3                   | 1925              |                                         |                                                     |                                         | Viviez                             |
| FC Yonnais                           | D3                   | 1925              |                                         | Jean Hureau                                         |                                         | La Roche-sur-Yon                   |
| Stade saintais                       | D3                   | 1925              |                                         |                                                     |                                         | Saintes                            |
| US Casteljaloux (Cadets de Gascogne) | D3                   | 1925              |                                         |                                                     |                                         | Casteljaloux                       |
| US Tours                             | D3                   | 1925              |                                         | Jean Ducousso                                       | Stade de Grandmont                      | Tours                              |
| CS Pamiers                           | D3                   | 1925              |                                         |                                                     |                                         | Pamiers                            |
| US Quillan                           | D3                   | 1925              |                                         |                                                     |                                         | Quillan                            |
| US Marmande                          | D3                   | 1925              |                                         |                                                     |                                         | Marmande                           |
| SS Primevères                        | D3                   | 1925              |                                         |                                                     | Stade de la Porte-Dorée                 | Paris                              |

### Relégations et promotions en début de saison
- Restent en D2: SU Cavaillon, Saint-Girons SC, CS Oyonnax, Paris UC, Le Havre AC, Olympique de Marseille, Stade clermontois, SCUF, RC Compiègne, Castres olympique, SC Vierzon, Stade nantais, SA Rochefort, Valence sportif, US Romans-Péage.
- Venus de D1: AS Soustons, US La Teste, SO Avignon, RC France, Stade bagnérais, SO Mazamet, SU Agen.
- Venus de D3: NAC Roanne[2], FC Moulins, RC Chalon-sur-Saône, CO Le Creusot, AO Viviez, FC Yonnais, Stade saintais, US Casteljaloux (Cadets de Gascogne), US Tours, CS Pamiers, US Quillan, US Marmande, SS Primevères.
- Promus en D1: CA Brive, AS Montferrand, US Bergerac, CASG Paris, Biarritz olympique, UA Libourne, Stade bordelais, FC Lourdes, FC Lézignan.
- Relégué en D3: Stade aurillacois, CS Vienne, Stade poitevin, Amicale de Charpennes, Stade dijonnais.
- Sort inconnu: CO Périgueux-Ouest

## Règlement

### Calendrier
| \| SU Cavaillon Saint-Girons SC CS Oyonnax Paris UC Le Havre AC Olympique de Marseille Stade clermontois SCUF RC Compiègne Castres olympique SC Vierzon Stade nantais SA Rochefort Valence sportif US Romans-Péage \| Localisation des clubs |
| SU Cavaillon Saint-Girons SC CS Oyonnax Paris UC Le Havre AC Olympique de Marseille Stade clermontois SCUF RC Compiègne Castres olympique SC Vierzon Stade nantais SA Rochefort Valence sportif US Romans-Péage                              |

Le calendrier est le suivant:
| Phase                     | Tour              | Date                  |
| ------------------------- | ----------------- | --------------------- |
| Tour préliminaire         | Tour préliminaire | 24 et 31 janvier 1926 |
| Première phase            | Journée 1         | 7 février 1926        |
| Première phase            | Journée 2         | 14 février 1926       |
| Première phase            | Journée 3         | 21 février 1926       |
| Deuxième phase            | Journée 1         | 14 mars 1926          |
| Deuxième phase            | Journée 2         | 21 mars 1926          |
| Deuxième phase            | Journée 3         | 28 mars 1926          |
| Phase finale (promotion)  | Demi-finales      | 11, 25 avril 1926     |
| Phase finale (promotion)  | Finale            | 2 mai 1926            |
| Phase finale (relégation) | Finales           | 7, 14 mars 1926       |

## Compétition

### Première phase

#### Poule A
| Rang | Club            | J | V | N | D | Pm | Pe | Diff | Pts |
| ---- | --------------- | - | - | - | - | -- | -- | ---- | --- |
| 1    | NAC Roanne      | 2 | 1 | 1 | 0 | 6  | 0  | +6   | 5   |
| 2    | Stade bagnérais | 2 | 1 | 1 | 0 | 13 | 3  | +10  | 5   |
| 3    | SU Cavaillon    | 2 | 0 | 0 | 2 | 3  | 19 | -16  | 2   |

#### Poule B
| Rang | Club            | J | V | N | D | Pm | Pe | Diff | Pts |
| ---- | --------------- | - | - | - | - | -- | -- | ---- | --- |
| 1    | RC France       | 2 | 2 | 0 | 0 | 72 | 9  | +63  | 6   |
| 2    | SO Avignon      | 2 | 1 | 0 | 1 | 9  | 28 | -19  | 4   |
| 3    | Saint-Girons SC | 2 | 0 | 0 | 2 | 9  | 53 | -44  | 2   |

#### Poule C
| Rang | Club       | J | V | N | D | Pm | Pe | Diff | Pts |
| ---- | ---------- | - | - | - | - | -- | -- | ---- | --- |
| 1    | CS Oyonnax | 2 | 1 | 1 | 0 | 28 | 3  | +25  | 5   |
| 2    | FC Moulins | 2 | 0 | 2 | 0 | 3  | 3  | 0    | 4   |
| 3    | RC Chalon  | 2 | 0 | 1 | 1 | 0  | 25 | -25  | 3   |

#### Poule D
| Rang | Club          | J | V | N | D | Pm | Pe | Diff | Pts |
| ---- | ------------- | - | - | - | - | -- | -- | ---- | --- |
| 1    | Paris UC      | 2 | 2 | 0 | 0 | 35 | 13 | +22  | 6   |
| 2    | Le Havre AC   | 2 | 1 | 0 | 1 | 18 | 14 | +4   | 4   |
| 3    | CO Le Creusot | 2 | 0 | 0 | 2 | 5  | 31 | -26  | 2   |

#### Poule E
| Rang | Club                   | J | V | N | D | Pm | Pe | Diff | Pts |
| ---- | ---------------------- | - | - | - | - | -- | -- | ---- | --- |
| 1    | Olympique de Marseille | 2 | 1 | 0 | 1 | 20 | 14 | +6   | 4   |
| 2    | US La Teste            | 2 | 1 | 0 | 1 | 18 | 14 | +4   | 4   |
| 3    | NAC Champ-sur-Drac     | 2 | 1 | 0 | 1 | 5  | 31 | -26  | 4   |

#### Poule F
| Rang | Club              | J | V | N | D | Pm | Pe | Diff | Pts |
| ---- | ----------------- | - | - | - | - | -- | -- | ---- | --- |
| 1    | SC Mazamet        | 2 | 2 | 0 | 0 | 17 | 5  | +12  | 6   |
| 2    | Stade clermontois | 2 | 1 | 0 | 1 | 40 | 14 | +26  | 4   |
| 3    | AO Viviez         | 2 | 0 | 0 | 2 | 0  | 38 | -38  | 2   |

#### Poule G
| Rang | Club         | J | V | N | D | Pm | Pe | Diff | Pts |
| ---- | ------------ | - | - | - | - | -- | -- | ---- | --- |
| 1    | SCUF         | 2 | 2 | 0 | 0 | 42 | 6  | +36  | 6   |
| 2    | RC Compiègne | 2 | 0 | 1 | 1 | 0  | 7  | -7   | 3   |
| 3    | FC Yonnais   | 2 | 0 | 1 | 1 | 6  | 35 | -29  | 3   |

#### Poule H
| Rang | Club              | J | V | N | D | Pm | Pe | Diff | Pts |
| ---- | ----------------- | - | - | - | - | -- | -- | ---- | --- |
| 1    | SU Agen           | 2 | 2 | 0 | 0 | 32 | 6  | +26  | 6   |
| 2    | Castres olympique | 2 | 1 | 0 | 1 | 16 | 13 | +3   | 4   |
| 3    | Stade saintais    | 2 | 0 | 0 | 2 | 3  | 38 | -35  | 2   |

#### Poule I
| Rang | Club            | J | V | N | D | Pm | Pe | Diff | Pts |
| ---- | --------------- | - | - | - | - | -- | -- | ---- | --- |
| 1    | SC Vierzon      | 2 | 1 | 1 | 0 | 6  | 5  | +1   | 5   |
| 2    | US Casteljaloux | 2 | 1 | 0 | 1 | 10 | 9  | +1   | 4   |
| 3    | US Soustons     | 2 | 0 | 1 | 1 | 3  | 5  | -2   | 3   |

#### Poule J
| Rang | Club          | J | V | N | D | Pm | Pe | Diff | Pts |
| ---- | ------------- | - | - | - | - | -- | -- | ---- | --- |
| 1    | US Tours      | 2 | 2 | 0 | 0 | 21 | 3  | +18  | 6   |
| 2    | Stade nantais | 2 | 1 | 0 | 1 | 18 | 8  | +10  | 4   |
| 3    | SA Rochefort  | 2 | 0 | 0 | 2 | 3  | 31 | -28  | 2   |

#### Poule K
| Rang | Club            | J | V | N | D | Pm | Pe | Diff | Pts |
| ---- | --------------- | - | - | - | - | -- | -- | ---- | --- |
| 1    | SC Pamiers      | 2 | 2 | 0 | 0 | 11 | 3  | +8   | 6   |
| 2    | Valence sportif | 2 | 1 | 0 | 1 | 13 | 3  | +10  | 4   |
| 3    | US Quillan      | 2 | 0 | 0 | 2 | 3  | 21 | -18  | 2   |

#### Poule L
| Rang | Club            | J | V | N | D | Pm | Pe | Diff | Pts |
| ---- | --------------- | - | - | - | - | -- | -- | ---- | --- |
| 1    | US Marmande     | 2 | 1 | 0 | 1 | 20 | 18 | +2   | 4   |
| 2    | SS Primevères   | 2 | 1 | 0 | 1 | 18 | 17 | +1   | 4   |
| 3    | US Romans-Péage | 2 | 1 | 0 | 1 | 15 | 18 | -3   | 4   |

|  | Qualification pour la Seconde phase (no 1).                                                                                 |
|  | Barrages de relégation (no 3).                                                                                              |
|  | V : victoires • N : matchs nuls • D : défaites • PM : points marqués • PE : points encaissés • Diff : différence de points. |

### Seconde phase

#### Poule A
| Rang | Club          | J | V | N | D | Pm | Pe | Diff | Pts |
| ---- | ------------- | - | - | - | - | -- | -- | ---- | --- |
| 1    | RC France     | 2 | 2 | 0 | 0 | 28 | 6  | +22  | 6   |
| 2    | Vierzon       | 2 | 1 | 0 | 1 | 9  | 17 | -8   | 4   |
| 3    | Oyonnax Rugby | 2 | 0 | 0 | 2 | 3  | 17 | -14  | 2   |

#### Poule B
| Rang | Club                   | J | V | N | D | Pm | Pe | Diff | Pts |
| ---- | ---------------------- | - | - | - | - | -- | -- | ---- | --- |
| 1    | SC Mazamet             | 2 | 2 | 0 | 0 | 22 | 6  | +16  | 6   |
| 2    | SCUF                   | 2 | 1 | 0 | 1 | 17 | 11 | +6   | 4   |
| 3    | Olympique de Marseille | 2 | 0 | 0 | 2 | 21 | 34 | -13  | 2   |

#### Poule C
| Rang | Club     | J | V | N | D | Pm | Pe | Diff | Pts |
| ---- | -------- | - | - | - | - | -- | -- | ---- | --- |
| 1    | SU Agen  | 2 | 2 | 0 | 0 | 38 | 0  | +38  | 6   |
| 2    | Paris UC | 2 | 1 | 0 | 1 | 12 | 26 | -14  | 4   |
| 3    | US Tours | 2 | 0 | 0 | 2 | 6  | 30 | -24  | 2   |

#### Poule D
| Rang | Club        | J | V | N | D | Pm | Pe | Diff | Pts |
| ---- | ----------- | - | - | - | - | -- | -- | ---- | --- |
| 1    | SC Pamiers  | 2 | 2 | 0 | 0 | 28 | 9  | +19  | 6   |
| 2    | AS Roanne   | 2 | 1 | 0 | 1 | 21 | 21 | 0    | 4   |
| 3    | US Marmande | 2 | 0 | 0 | 2 | 9  | 28 | -19  | 2   |

### Demi-finales
La rencontre entre le RC France et le SC Pamiers, initialement prévue pour le 11 avril 1926, est reportée au 25 avril 1926 en raison de la sélection de nombreux Racingmen pour un match Paris-Londres.
| 11 avril 1926 | SC Mazamet                                | 12 - 6 (9 - 0) | SU Agen                   | Stade de la Pépinière, Carcassonne Arbitre : M. Beltrand (ou Beltran) |
| 11 avril 1926 | Essai(s) : ? (?e), ? (?e), ? (?e), ? (?e) | Rapport        | Essai(s) : ? (?e), ? (?e) | Stade de la Pépinière, Carcassonne Arbitre : M. Beltrand (ou Beltran) |
| 11 avril 1926 |                                           | Rapport        |                           | Stade de la Pépinière, Carcassonne Arbitre : M. Beltrand (ou Beltran) |

| 25 avril 1926 | RC France | 19 - 5 (11 - 5) | SC Pamiers                                                  | Stade municipal, Lyon Arbitre : M. Gérôme |
| 25 avril 1926 | Essai(s) : Gérald (?e), Révillon (?e, ?e), Pélissier (?e) Transformation(s) : Gonnet (?e, ?e) Pénalité(s) : Gonnet (?e) | Rapport         | Essai(s) : Echeynne (?e) Transformation(s) : Peyronnet (?e) | Stade municipal, Lyon Arbitre : M. Gérôme |
| 25 avril 1926 | | Rapport         |                                                             | Stade municipal, Lyon Arbitre : M. Gérôme |

### Finale
| 2 mai 1926 15h | RC France                                                                          | 17 - 3 (8 - 3) | SC Mazamet             | Stade olympique de Colombes, Colombes Arbitre : M. Cappelle |
| 2 mai 1926 15h | Essai(s) : Bonneau (?e, ?e, ?e), Révillon (?e, ?e) Transformation(s) : Gonnet (?e) |                | Essai(s) : Cabané (?e) | Stade olympique de Colombes, Colombes Arbitre : M. Cappelle |
| 2 mai 1926 15h |                                                                                    |                |                        | Stade olympique de Colombes, Colombes Arbitre : M. Cappelle |